# Impact investing
Impact investing är investeringar som förutom finansiell avkastning också genererar positiv, mätbar social och miljömässig nytta. Den här typen av investeringar möjliggör injektion av kapital i sektorer som adresserar stora samhällsutmaningar. Exempel på sådana sektorer kan vara hållbart jordbruk, förnybar energi, sjukvård, utbildning och bostäder.
Impact investing karaktäriseras av följande egenskaper:
- Intention: Investerarens intention att generera positiv social och miljömässig nytta med sin investering.
- Förväntad avkastning: Impact investing förväntas generera finansiell avkastning på investerat kapital.
- Mätbar nytta: Det viktigaste kännetecknet för impact investing är åtagandet att mäta och rapportera social och miljömässig nytta genererad av underliggande investering. Hur investeraren förhåller sig till mätbar nytta beror till stor del på investerarens egna mål och strategier. Det finns idag ingen global standard för mätning av nytta.[1][2]